# Legioen van Verdienste (Rhodesië)
Het Legioen van Verdienste (Engels: "Legion of Merit") van Rhodesië werd op 4 november 1970 ingesteld.
Met het instellen van een Legioen van Verdienste in plaats van een ridderorde volgde Rhodesië het voorbeeld van de Verenigde Staten. De onderscheiding is gezien de vorm van de draagtekens, de aanduiding van de vijf graden en de organisatievorm gelijk te stellen met een ridderorde.
Het lint is geel met groene randen. Bij de Militaire Divisie is op het lint een smalle rode middenstreep aangebracht.
De orde werd voor "uitmuntende verdienste voor Rhodesië" toegekend. De laatste benoemingen in het Legioen werden in 1980 gedaan.
De vijf graden
- Grootcommandeur (Engels: "Grand Commander") De dragers mochten naar Britse trant de letters "G.C.L.M." achter hun naam plaatsen.
- Grootofficier (Engels: "Grand Officer ") De dragers mochten naar Britse trant de letters "G.L.M. " achter hun naam plaatsen.
- Commandeur (Engels: "Commander") De dragers mochten naar Britse trant de letters " C.L.M. " achter hun naam plaatsen.
- Officier (Engels: "Officer") De dragers mochten naar Britse trant de letters " O.L.M. " achter hun naam plaatsen.
- Lid (Engels: "Member ") De dragers mochten naar Britse trant de letters "M.L.M " achter hun naam plaatsen.